# 私たちのブルース
私たちのブルース（わたしたちのぶるーす、朝: 우리들의 블루스、英: Our Blues）は、2022年4月9日から2022年6月12日まで放送されたtvNで放送された大韓民国のテレビドラマである。出演はイ・ビョンホンとシン・ミナ、チャ・スンウォン。オムニバス形式となっている。日本では、Netflixにて配信されている。

## あらすじ
舞台は済州島のプルン村。そこには人生晩年、挫折や出発点に立つ人情溢れる生活をする人々がいた。

### ドンソクとソナ
済州島でトラックの雑貨店を営むドンソク（イ・ビョンホン）は貧しい生活をしているが、母のオクドン（キム・ヘジャ）とも不仲である。そんなドンソクの友人のミン・ソナも元夫に子供を奪われ、友人が住む済州島へ。

### ウニとハンス
水産業を営むウニ（イ・ジョンウン）は鮮魚を仕込んで、接客をするなど忙しい毎日を過ごしていた。一方、ソウルで銀行支店長を務めているウニの幼馴染みチェ・ハンス（チャ・スンウォン）も娘の生活を支援しようと奮闘中だった。そんなある日、社内から済州島支店への出張命令が出たハンスは済州島へ向かう。

## 出演

### 主要人物
イ・ドンソク：イ・ビョンホン（少年期：リュ・ヘジュン）
40代前半、済州（チェジュ）出身。
明るい性格。トラック雑貨店主で島の各々を回っている。姉や父は海の事故で溺死した。ソナに一目惚れしたことがあった。
ミン・ソナ：シン・ミナ（少女期：キム・アソン）
30代後半、ソウル出身。
幼少期、母に捨てられた過去があった。済州にいる父方の伯父の家で居候していた。ドンソクは心の拠り所である。
チェ・ハンス：チャ・スンウォン（少年期：キム・ジェウォン）
40代後半、銀行支店長。
大学時代に出会った妻は娘と留学のために、アメリカへ移住。資金難に困ったが、済州に転勤。
チョン・ウニ：イ・ジョンウン（少女期：シム・ダルギ）
40代後半、鮮魚店経営。
両親は早くに他界したため、女手一つで弟達を養ってきた。転勤してきた幼馴染みのハンスと再会する。
イ・ヨンオク：ハン・ジミン
30代、新米海女。
両親は他界したため、養護施設で育った。海女になる前は工場で勤務していた。
パク・ジョンジュン：キム・ウビン
30代前半、船長。
済州のプルン村の鮮魚店に魚を供給しながら、ウニの鮮魚店を手伝っている。ヨンオクに一目惚れする。
コ・ミラン：オム・ジョンファ
40代後半、マッサージ店経営。
3度の離婚をしている。ソウルで暮らしていたが、同級生のウニに会うために済州へ向かった。

### プルン村の人々
カン・オクドン：キム・ヘジャ（若年期：キム・ジソン）
70代、ドンソクの母。野菜店店主。
以前は海女だったが、娘が海の事故で他界したため、引退。ドンソクとは今も不仲。
ヒョン・チュニ：コ・ドゥシム
70代、現役海女。
オクドンやウニとは知り合い。4人の子を儲けたが、3人は早世した。
ソン・ウンギ：キ・ソユ
6歳、チュニの孫娘。
チョン・イングォン：パク・ジファン
40代後半、クッパ店経営。

## 視聴率
| 2022年 | 2022年  | 2022年  | 2022年  | 2022年 |
| Ep     | 放送日  | 視聴率  | 視聴率  |        |
| Ep     | 放送日  | 全国    | ソウル  |        |
| ------ | ------- | ------- | ------- | ------ |
| 第1話  | 4月9日  | 7.324%  | 8.107%  |        |
| 第2話  | 4月10日 | 8.736%  | 10.189% |        |
| 第3話  | 4月16日 | 7.897%  | 9.022%  |        |
| 第4話  | 4月17日 | 9.182%  | 10.064% |        |
| 第5話  | 4月23日 | 7.126%  | 7.233%  |        |
| 第6話  | 4月24日 | 7.722%  | 7.870%  |        |
| 第7話  | 4月30日 | 7.913%  | 8.721%  |        |
| 第8話  | 5月1日  | 9.559%  | 10.329% |        |
| 第9話  | 5月7日  | 8.810%  | 9.303%  |        |
| 第10話 | 5月8日  | 11.242% | 12.119% |        |
| 第11話 | 5月14日 | 10.397% | 10.725% |        |
| 第12話 | 5月15日 | 10.796% | 11.112% |        |
| 第13話 | 5月21日 | 10.047% | 10.742% |        |
| 第14話 | 5月22日 | 10.949% | 11.266% |        |
| 第15話 | 5月28日 | 10.065% | 10.618% |        |
| 第16話 | 5月29日 | 11.843% | 12.648% |        |
| 第17話 | 6月4日  | 10.163% | 10.304% |        |
| 第18話 | 6月5日  | 12.541% | 13.198% |        |
| 第19話 | 6月11日 | 12.149% | 13.171% |        |
| 第20話 | 6月12日 | 14.597% | 15.719% |        |